# Étienne Le Hongre
Étienne Le Hongre (Parigi, 7 maggio 1628 – Parigi, 28 aprile 1690) è stato uno scultore francese.
Membro del gruppo di artisti che lavorò per i Bâtiments du Roi a Versailles, Le Hongre fece parte della prima generazione di scultori formati dai precetti dell'Accademia reale di pittura e scultura. Al Bagno delle Ninfe (1678-80) fu uno degli scultori che fornirono i bassorilievi in piombo per la fontana che ospitava l'opera di François Girardon. Le Hongre fornì poi altre figure in bronzo per il Parterre d'Eau.

## Biografia
Le Hongre nacque a Parigi, figlio di un menuisier, intagliatore di mobili e boiseries. Si formò nell'atelier di Jacques Sarazin insieme a Gaspard e Balthazar Marsy e a Pierre Le Gros il Vecchio, che in seguito lavorarono tutti a Versailles. Accettato (agréé) all'Académie nel giugno del 1653, si recò a Roma, munito dal re di una borsa di 500 livre; tornò a Parigi nel 1659. Accolto come membro dell'Académie nell'aprile del 1667, insegnò nelle scuole dell'Accademia come professore assistente (1670), professore ordinario (1676) e vicerettore (1686), il che gli permise di alloggiare alle Gallerie del Louvre dove morì.

## Carriera

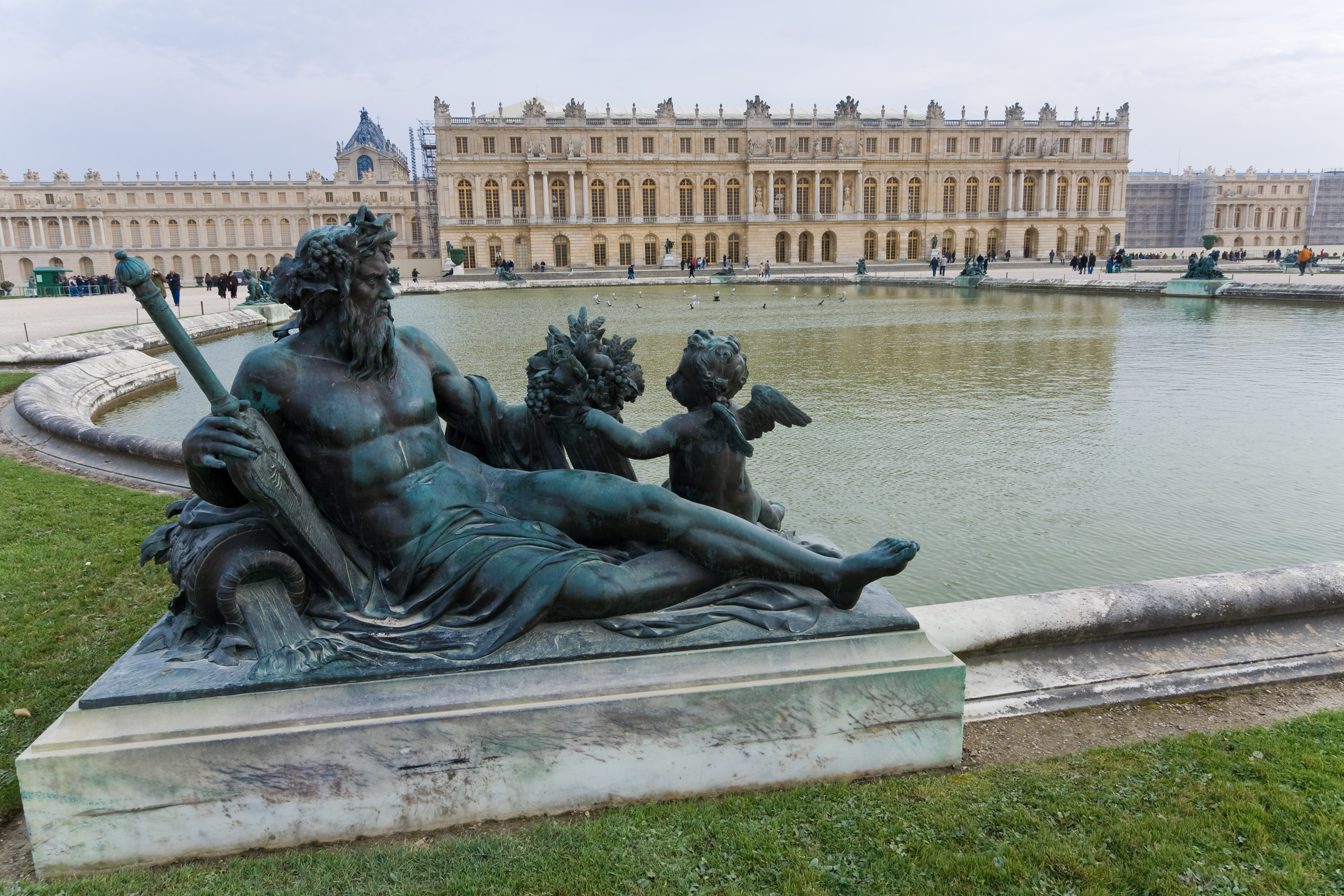
La Senna, Parterre d'Eau di Versailles

Étienne Le Hongre realizzò sculture architettoniche decorative per tutta la sua carriera: al Palazzo del Louvre fu pagato 180 lire nel 1663, eseguì trofei sul frontone esterno della Galleria d'Apollo di fronte alla Senna, nel 1667, scolpì fregi e maschere (lavorando con Jean-Baptiste Tuby) per la facciata che ora si affaccia sulla rue de Rivoli, nel 1668, e fornì capitelli e dettagli scolpiti per il Colonnato del Louvre, 1668-70, per i quali ricevette in totale 2910 livres. Quando dimostrò la sua abilità, gli fu commissionata la scultura di una grande figura della Pace per il fronte del giardino delle Tuileries, nel 1666. A Versailles, Le Hongre realizzò sculture a grandezza naturale tra le tante per la Grande cour: Teti, Abbondanza, Autorità e Africa.
Lavorò anche all'edificio della Samaritaine al Ponte Nuovo e al Castello di Choisy. Realizzò figure in stucco e rilievi per la Cappella del Palazzo del Lussemburgo. Lavorando sotto la direzione dell'architetto François d'Orbay, realizzò bassorilievi in stucco e porte intagliate per la chiesa dei Premostratensi nel Faubourg Saint-Germain, a Parigi.
Anche le sculture da giardino per i castelli reali impegnarono Le Hongre e i suoi assistenti per tutta la carriera. Forni un Marzo e un Settembre per una serie di mesi a Fontainebleau (1669), una coppia di vasi per il Grand Trianon (1671).[1] Per la facciata di fronte all'Orangerie di Versailles realizzò statue appropriate di Zefiro, Flora, Vertumno e Pomona, medaglioni di Vertumno e Pomona e cinque bassorilievi di putti impegnati in lavori di giardinaggio (1671). Forniva sculture raffiguranti motivi tratti dalle Favole di Esopo per le piccole fontane del Labirinto (1672-73) e molte opere simili.
Le sue sculture per il monumento funebre di Luigi di Cossé-Brissac, duca di Brissac (morto nel 1661), per la cappella d'Orléans nella chiesa dei Celestini, smantellata durante la Rivoluzione, sono conservate al Museo del Louvre; consistono in una colonna e due figure in lutto. Nessuno dei suoi monumenti funebri è sopravvissuto in situ, così come i suoi otto soli in gloria in piombo dorato per il campanile della Sainte-Chapelle, rimossi durante la Rivoluzione.
Tra il 1670 e il 1674 Le Hongre realizzò le decorazioni scultoree per le grandi porte e l'altare maggiore della cappella del Collège des Quatre-Nations a Parigi e fu uno dei collaboratori di Antoine Coysevox al monumento funebre del cardinale Mazzarino, che era ancora in fase di completamento alla morte di Le Hongre.
La sua ultima commissione importante, una scultura equestre di Luigi XIV destinata a Place Royale a Digione, rimase incompiuta alla sua morte. I fondatori, Roger Schabol e François Aubry, entrambi scultori a pieno titolo, dovettero infine citare in giudizio gli eredi di Le Hongre per ottenere un risarcimento. Esistono riduzioni in bronzo contemporanee del monumento. Morì nei suoi appartamenti alle Gallerie del Louvre e fu sepolto nella chiesa di san Germano d'Auxerre. Il suo ritratto, opera di André Bouys, è conservato al Museo national della Reggia di Versailles.

## Sculture sopravvissute

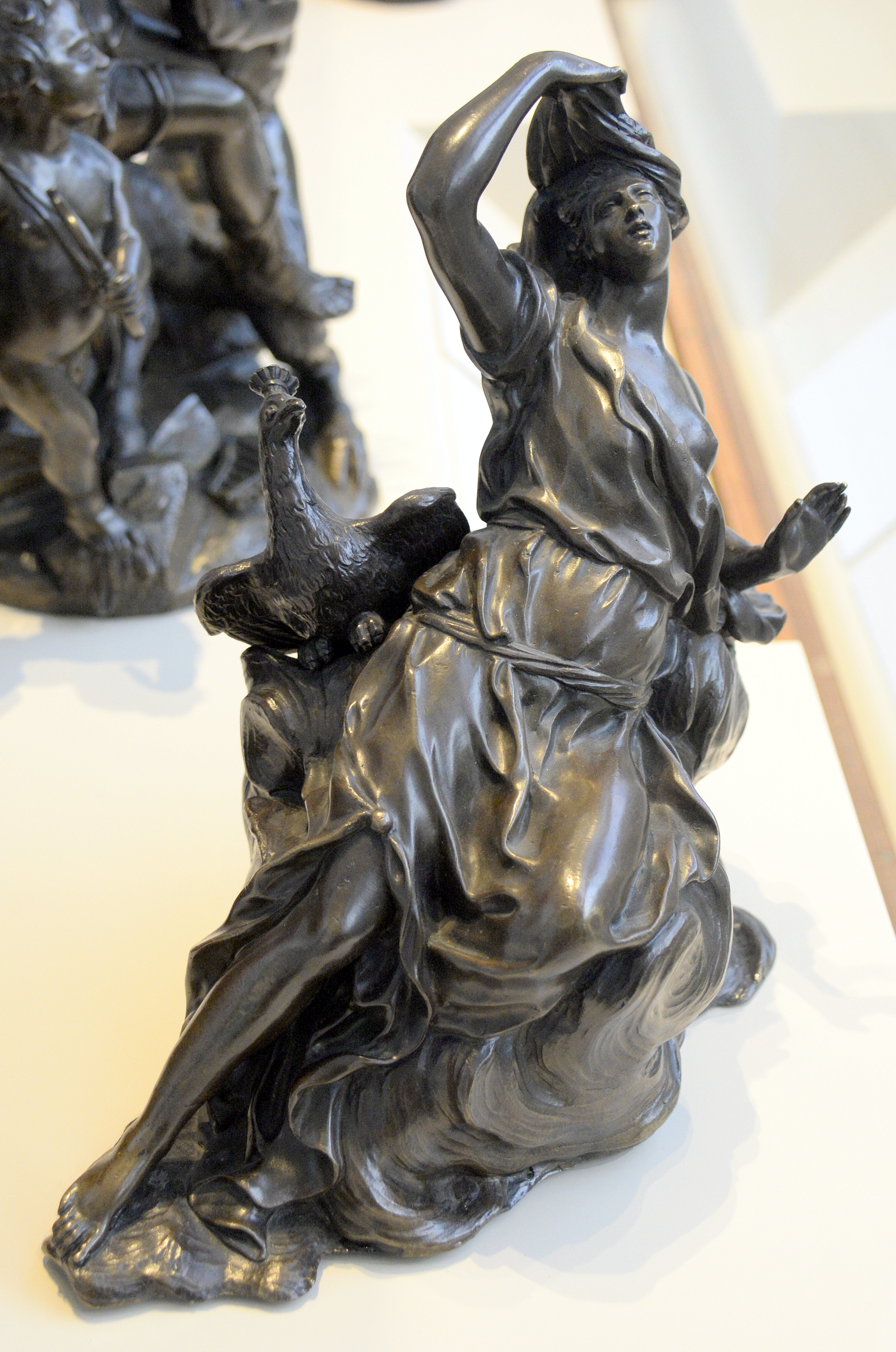
Giunone e il pavone. Giunone siede su una nuvola con il suo pavone. Parte di un gruppo bronzeo attribuito a Étienne Le Hongre, 1680-1690 circa, Edimburgo, National Museum of Scotland.

- Maria Maddalena, medaglione ovale in bassorilievo, marmo, 1667. Questo fu la sua opera d'ammissione per l'Accademia. Precedentemente destinato a decorare la scalinata degli alloggi dell'Accademia al Louvre, fu trasferito nella chiesa di Notre-Dame a Versailles nel 1815 (Cappella di San Vincenzo de' Paoli).
- Scultura architettonica per il Palazzo del Louvre, 1663, 1667-70
- Monumento funebre di Luigi di Cossé, duca di Brissac, Orléans (Museo del Louvre)
- Figura inginocchiata per il monumento funebre di Louis Potier, marchese di Gesvre
- Due Amori e una Ninfa, bronzo, 1670 (modello), 1688 (fusione), Giardini di Versailles
- Due Tritoni e due Sirene, piombo, 1669-1671, Parterre nord, Giardini di Versailles
- Fiumi e Putti per il Parterre d'Eau